# Pepsis
Pepsis is een monotypisch geslacht van vliesvleugeligen uit de  familie van de spinnendoders (Pompilidae). 

## Soort
- Pepsis heros